# Ābkhoreh
Ābkhvoreh (persiska: آبخوُرِه, آبخورِه, آبخوره) är en ort i Iran.   Den ligger i provinsen Qazvin, i den nordvästra delen av landet, 140 km väster om huvudstaden Teheran. Ābkhvoreh ligger 1 223 meter över havet och antalet invånare är 333.
Terrängen runt Ābkhvoreh är platt. Runt Ābkhvoreh är det ganska tätbefolkat, med 108 invånare per kvadratkilometer. Närmaste större samhälle är Qazvin, 18,5 km norr om Ābkhvoreh. Trakten runt Ābkhvoreh består till största delen av jordbruksmark.